# Cailhau
Cailhau är en kommun i departementet Aude i regionen Occitanien  i södra Frankrike. Kommunen ligger  i kantonen Alaigne som ligger i arrondissementet Limoux. År 2022 hade Cailhau 250 invånare.

## Befolkningsutveckling
Antalet invånare i kommunen Cailhau
Referens: INSEE